# Psaliodes dislocata
Psaliodes dislocata är en fjärilsart som beskrevs av W. Warren 1905. Psaliodes dislocata ingår i släktet Psaliodes och familjen mätare. Inga underarter finns listade i Catalogue of Life.